# Environnement en Tunisie
L'environnement en Tunisie est l'environnement (ensemble des éléments — biotiques ou abiotiques — qui entourent un individu ou une espèce et dont certains contribuent directement à subvenir à ses besoins) de la Tunisie.
Le pays est fortement exposé à un large éventail d'aléas naturels, comme les inondations, la sécheresse, les canicules, les glissements de terrain, les incendies de forêt, l'ensablement et les tempêtes de neige.

## Biodiversité

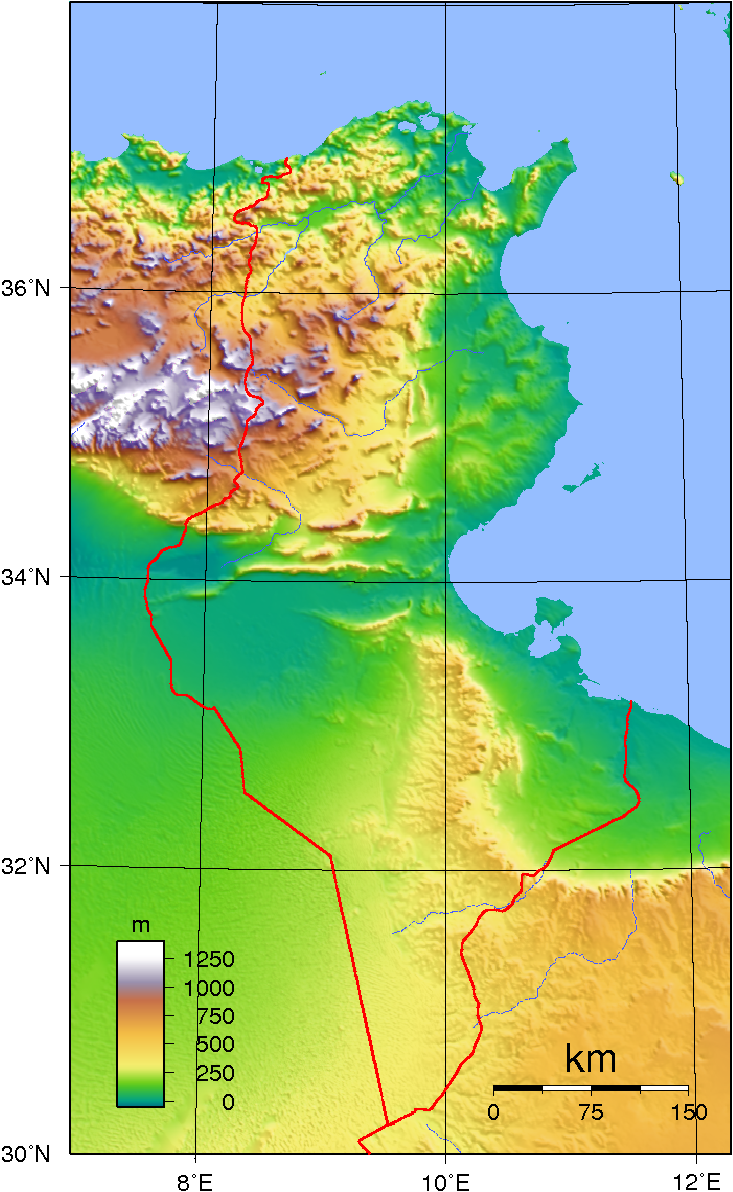
Topographie de la Tunisie.

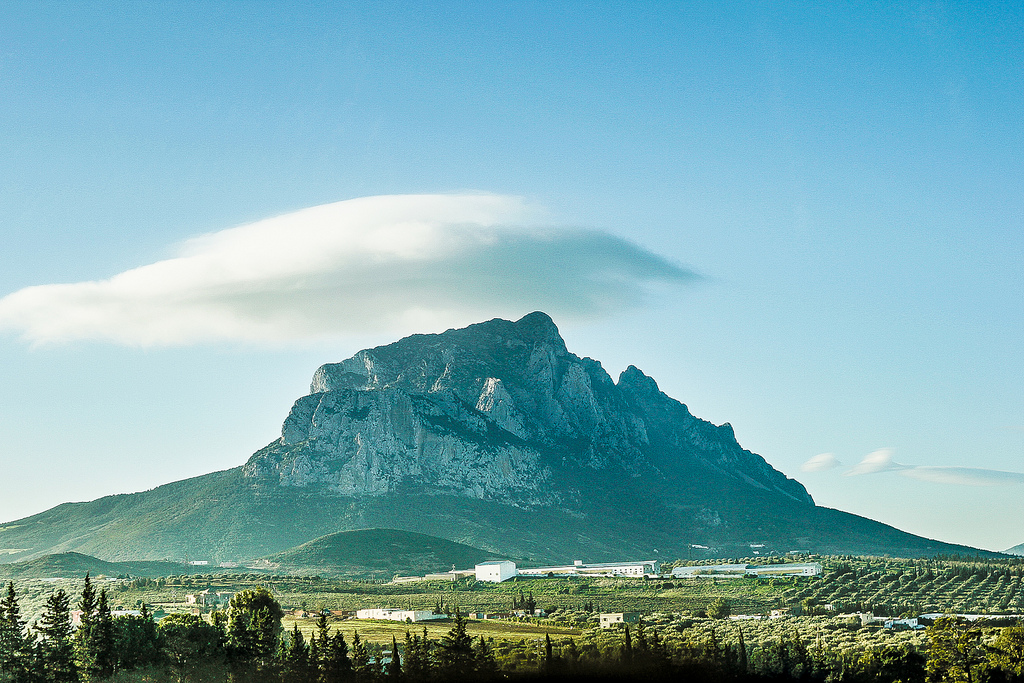
Silhouette du djebel Ressas dominant la plaine de Mornag.

### Milieux
Les zones humides côtières en Tunisie représentent 62 272 hectares de la superficie totale des zones humides tunisiennes (3 300 000 hectares). Elles assurent, à travers leur communication avec la mer ou entre elles, des fonctions essentielles au maintien de l'équilibre écosystémique et socioéconomique.

### Espaces protégés
Sur les 41 sites classés Ramsar, 28 zones humides font partie des écosystèmes côtiers.

## Impacts sur les milieux naturels

### Pollutions

#### Gestion des déchets
En 2021, la Tunisie est le quatrième consommateur de produits en plastique au monde, avec une utilisation annuelle de près d'un milliard de sacs en plastique, dont environ 150 millions sont distribués par les petits commerces et 315 millions par les grandes surfaces, selon l'ancien ministre des Affaires locales et de l'Environnement, Riadh Mouakher.

### Impacts de l'urbanisation

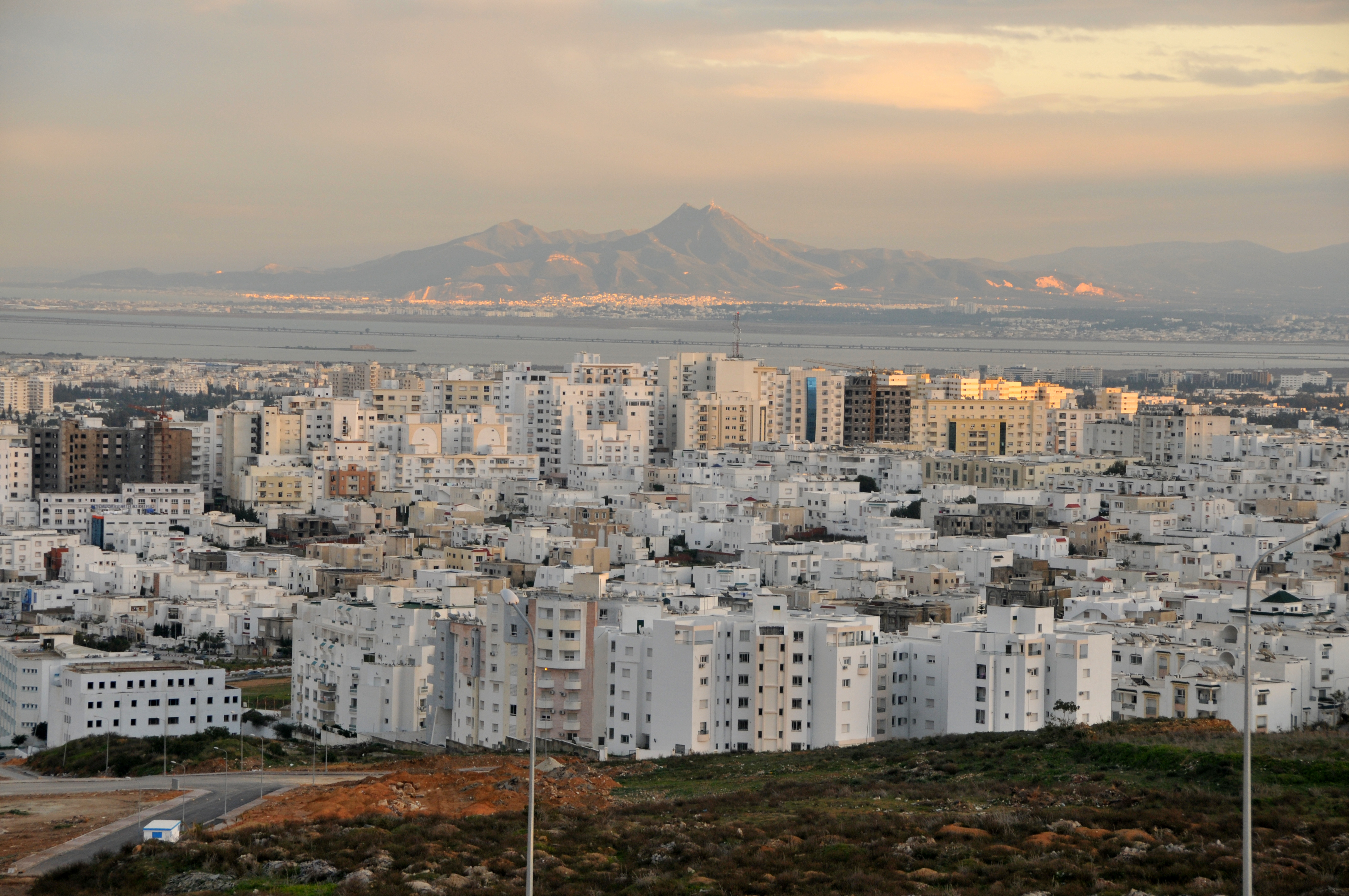
Banlieue nord de Tunis.

## Exposition aux risques
La Tunisie est fortement exposée à un large éventail d'aléas naturels, comme les inondations, la sécheresse, les canicules, les glissements de terrain, les incendies de forêt, l'ensablement et les tempêtes de neige.

### Inondations

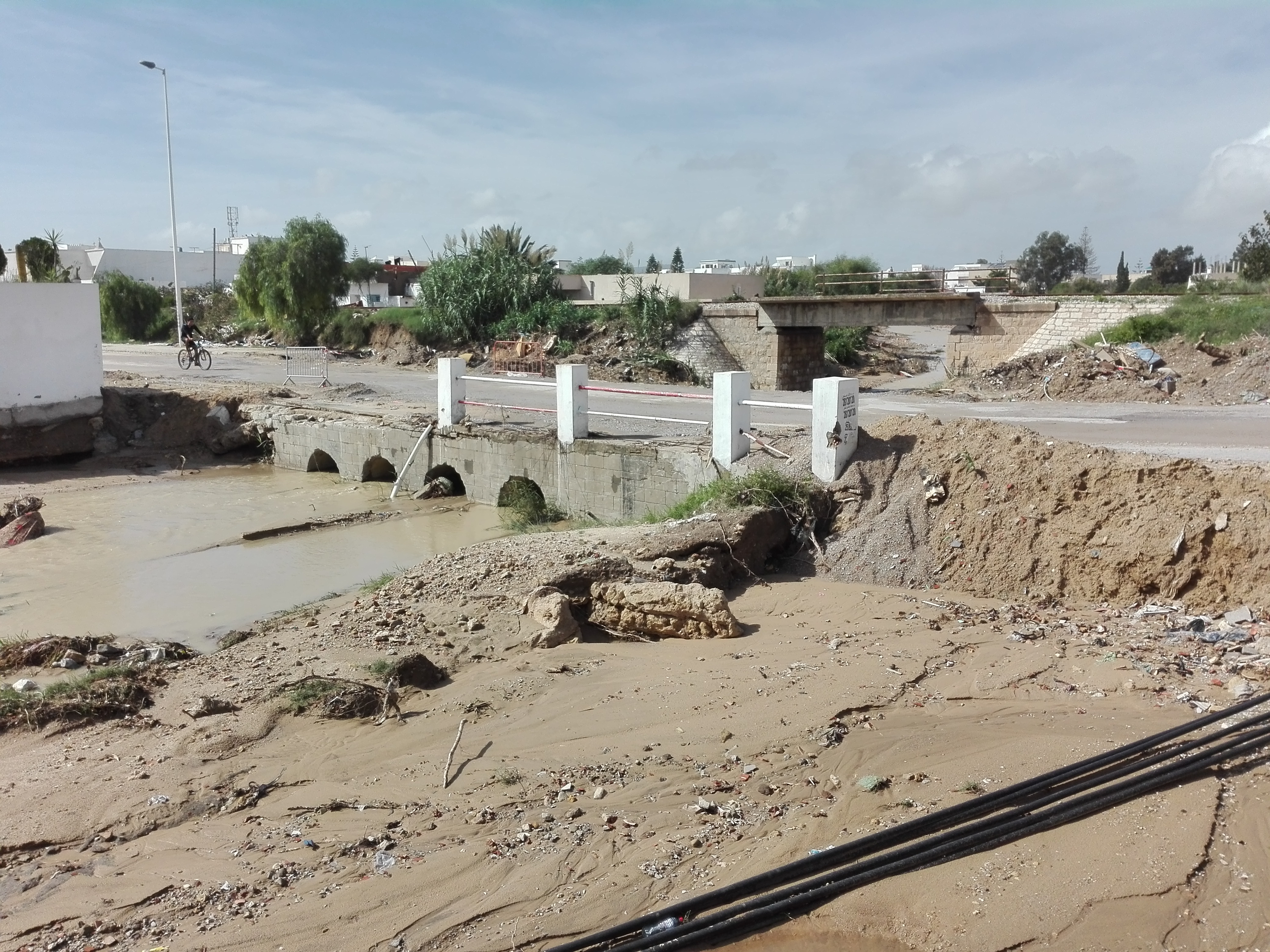
Dégâts liés à des inondations à Nabeul en 2018.

En matière de catastrophes naturelles, au niveau national, les inondations sont responsables des plus grandes pertes économiques (environ 60 % des pertes totales enregistrées de 1957 à 2018).
De grandes inondations marquent l'histoire récente du pays :
- en 1969, causant la mort de 540 personnes et la destruction de 70 000 habitations, principalement dans le gouvernorat de Kairouan ;
- en 1973, sont touchées les régions limitrophe de la Medjerda ;
- début mars 1979, frappant le Sud-Est tunisien[5] ;
- en 1982, le gouvernorat de Sfax est touché, causant des dégâts importants ;
- en 1986, le gouvernorat de Nabeul est touché ;
- entre les 16 et 20 septembre 2003, sur le Grand-Tunis, et une partie du nord du pays ;
- durant l'automne 2007, en divers points du pays ;
- en 2009, dans le gouvernorat de Gafsa.

### Réchauffement climatique et recul du trait de côte
En Méditerranée, plus d'un tiers des zones humides sont menacées par la montée des eaux résultant de l'augmentation de la température planétaire. La Tunisie est particulièrement menacée, avec 60 % de ses zones humides qui pourraient disparaitre.

### Sécheresses, canicules et incendies

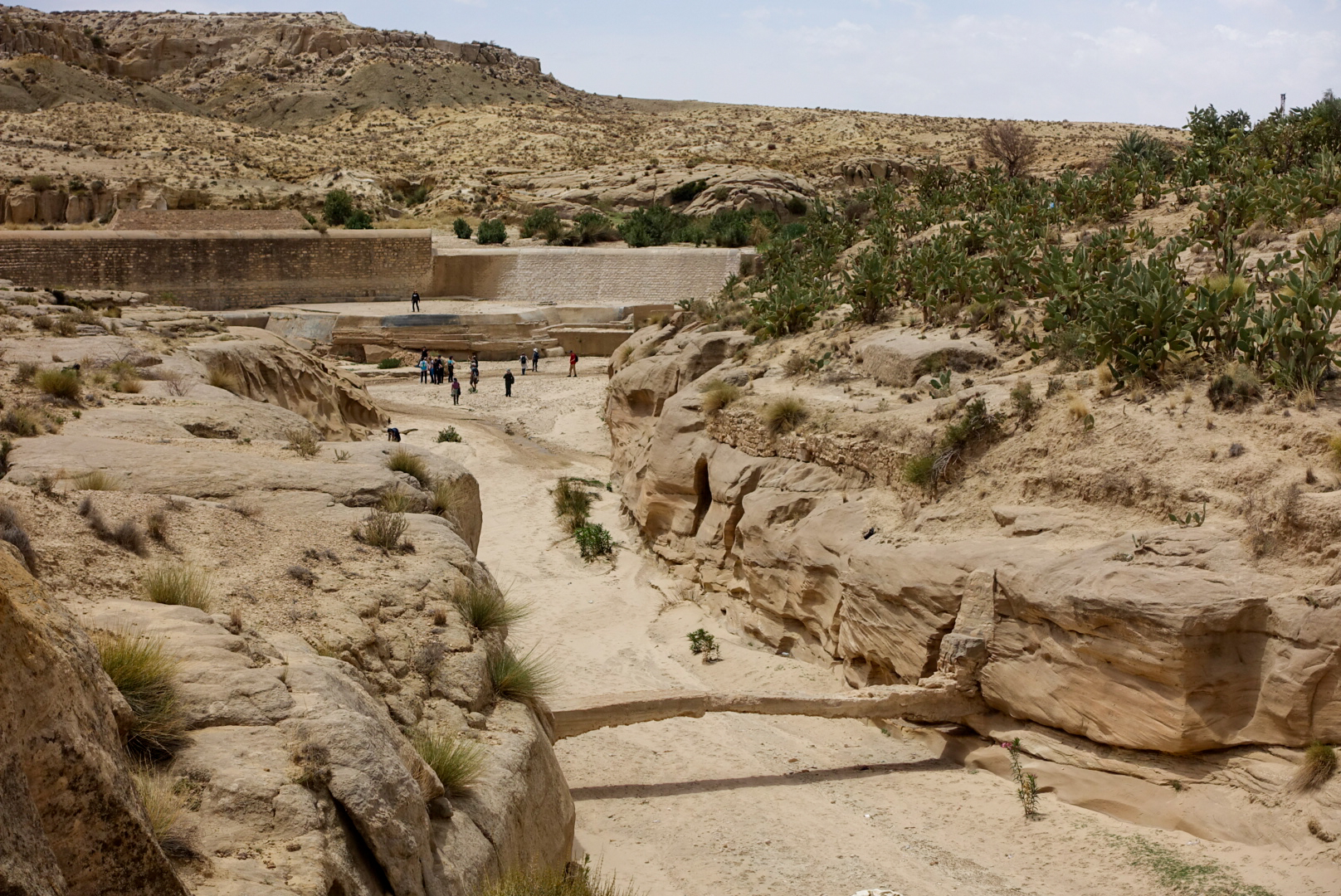
Lit asséché de l'oued Eddarb en avril 2023.

Le pays connait une canicule à l'été 2023. Des incendies violents sont enregistrés au milieu d'une végétation surchauffée et privée d'eau depuis des semaines. Le 24 juillet 2023, dans le centre de Tunis, la température grimpe jusqu'à un pic de 49°C à l'ombre. Ces températures anormalement élevées pour un mois de juillet provoquent des coupures de courant.

## Politique environnementale
En 2022, si la Tunisie s'est engagée à réduire ses émissions de gaz carbonique de 45 % en 2030 par rapport à celles de 2010 et à augmenter la part des sources renouvelables dans la production de l'énergie à 30 % pour la même période, « l'objectif est loin d'être atteint », selon le collectif Earth'na sur les droits environnementaux.
Début 2023, la Tunisie se dote d'une Stratégie nationale de transition écologique (SNTE). Les cinq axes de la SNTE sont les suivants :
1. Instaurer une gouvernance institutionnelle systémique, intersectorielle et territoriale et mettre à disposition des systèmes de financement adaptés et accessibles.
2. Renforcer les capacités d'adaptation et de résilience des secteurs, des milieux et des populations vis-à-vis des changements climatiques et de leurs effets et réduire l'intensité carbone pour atteindre la neutralité en 2050, tout en minimisant les risques de catastrophe.
3. Assurer une gestion rationnelle des ressources naturelles, préserver et restaurer les écosystèmes (terrestres et marins).
4. Asseoir les bases de l'économie verte, bleue et circulaire dans le cadre de modes de consommation et de production durables et éradiquer à terme les points chauds de pollution, décontaminer et réhabiliter les sites pollués.
5. Développer la culture environnementale, les sciences, la connaissance et la qualification des ressources humaines dans les domaines de la protection de l'environnement, du développement durable et de la lutte contre les effets des changements climatiques et diffuser ces valeurs auprès des divers acteurs[8].